# Батарея (электротехника)

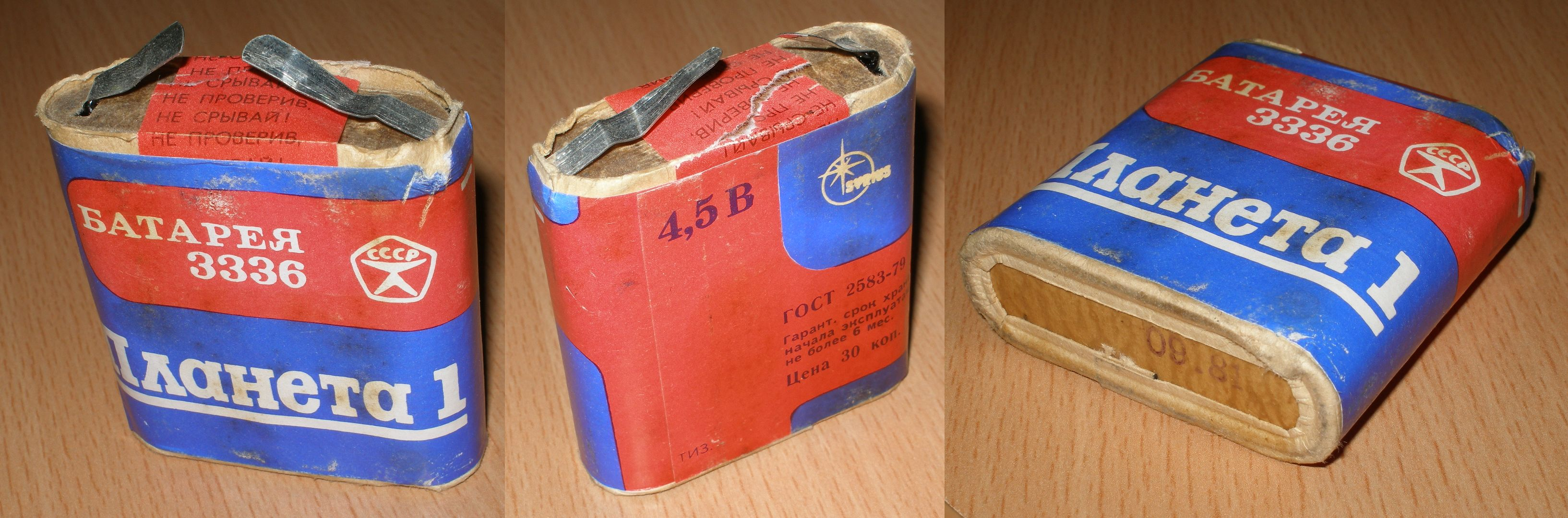
Батарея соединённых последовательно трёх залитых смолой гальванических элементов в общем картонном корпусе «Планета-1» типоразмера 3336 (3R12)

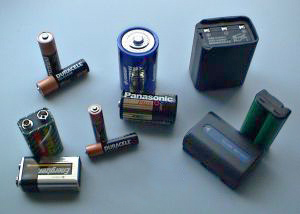
Гальванические элементы, батареи элементов и батареи аккумуляторов

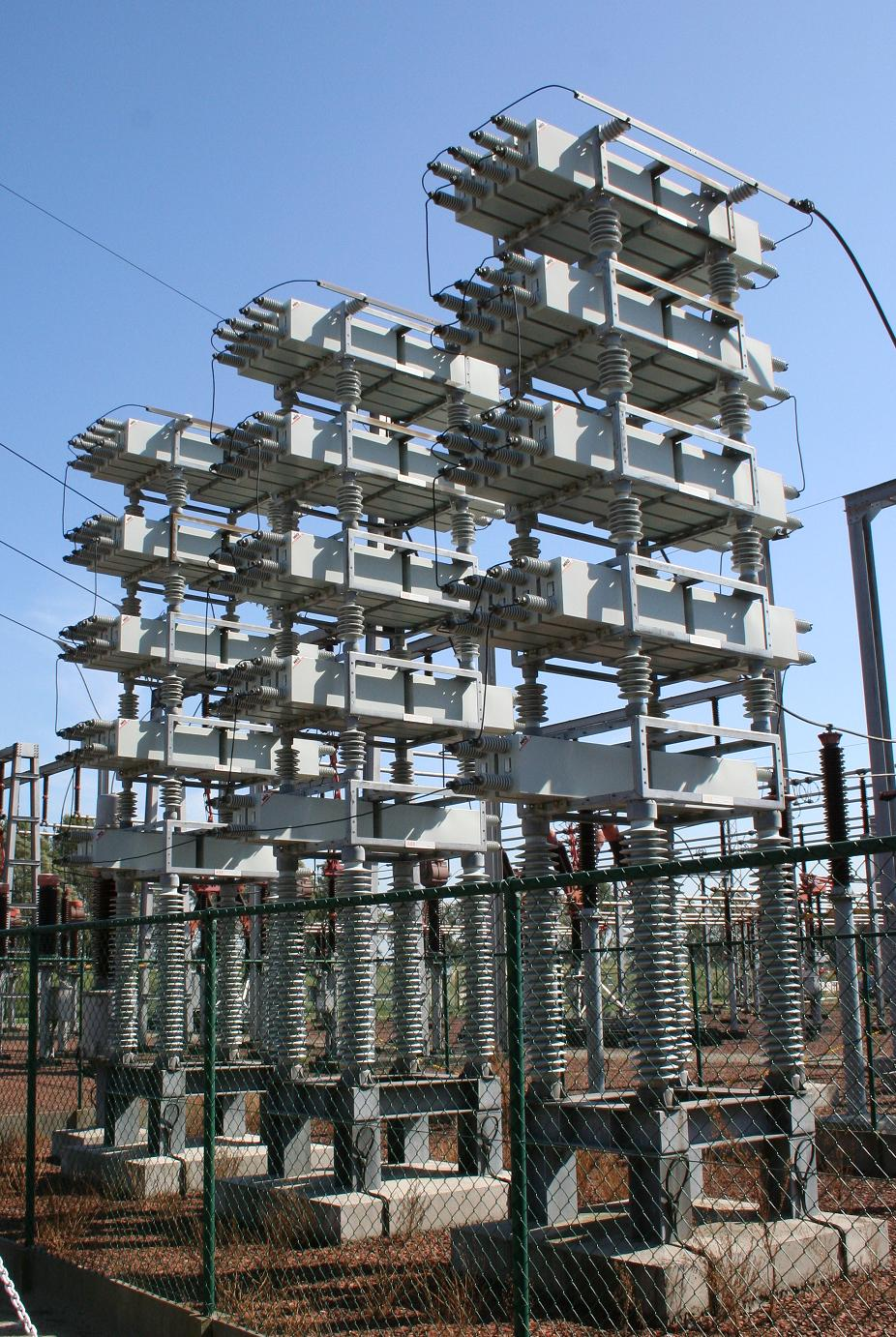
Батарея конденсаторов на электрической подстанции

Батарея (фр. batterie; уменьшительно — батарейка) — несколько (два и более) соединённых параллельно или последовательно электрических элементов. Обычно под этим термином подразумевается соединение электрохимических источников электроэнергии или электрического тока (гальванических элементов, аккумуляторов, топливных элементов).
В электротехнике источники электроэнергии (гальванические элементы, аккумулятор), термоэлементы или фотоэлементы соединяют в батарею, чтобы получить напряжение, снимаемое с батареи (при последовательном соединении), силу тока или ёмкость (при параллельном соединении), образованного источника больше, чем может дать один элемент.
Прародителем батареи последовательно соединённых электрохимических элементов можно считать вольтов столб, изобретённый Алессандро Вольта в 1800 году, состоящий из последовательно соединённых медно-цинковых гальванических элементов.
Батареей называют и цепь, содержащую только пассивные электрические элементы: резисторы (для увеличения рассеиваемой мощности или изменения сопротивления), конденсаторы (для увеличения ёмкости или увеличения рабочего напряжения), изменения ёмкости. Такие устройства, снабжённые элементами коммутации — переключателями, гнёздами и т. п. - часто называют магазинами (магазин сопротивлений, магазин ёмкостей).

## Конструкция
|                                                                      |  |
|                                                                      |  |
| Международные универсальные коды переработки батарей и аккумуляторов |  |

Аккумуляторная батарея конструктивно выполняется, как правило, в едином корпусе, в котором находятся несколько соединённых электрически аккумуляторных элементов. Наружу корпуса выведены обычно 2 контакта для подсоединения к зарядному устройству и/или потребляющей цепи. Аккумуляторная батарея может иметь также вспомогательные устройства, обеспечивающие эффективность и безопасность её эксплуатации: термодатчики, электронные устройства защиты как аккумуляторных элементов, входящих в состав батареи, так и батареи в целом (например, у литий-ионного аккумулятора). Аккумуляторная батарея и батарея гальванических элементов используется в качестве источника постоянного тока.
В основном под элементами питания подразумевают химический источник тока, однако, существуют элементы и батареи на иных физических принципах. Например, ядерные элементы питания на бета-распаде (так называемые бета-вольтаические элементы питания).

### Последовательное соединение
Чаще всего электрохимические элементы в батарее соединяются последовательно. Напряжение отдельного элемента определяется материалом его электродов и составом электролита и не может быть изменено. Последовательное соединение нескольких элементов повышает выходное электрическое напряжение батареи, причём полное напряжение батареи при последовательном соединении равно сумме напряжений всех элементов. Предельный отдаваемый ток последовательной батареи не превышает тока самого слаботочного элемента.
Недостаток последовательного соединения — неравномерность разрядки и зарядки при неоднородных элементах, входящих в батарею, при элементарном включении в цепь зарядки/разрядки, более ёмкие элементы недоразряжаются, а менее ёмкие переразряжаются. Для некоторых типов аккумуляторных элементов, например литиевых, переразряд ведёт к выходу их из строя. Поэтому батареи литиевых элементов обычно снабжаются встроенными или внешними электронными схемами управления оптимизации разряда. Аналогичные проблемы возникают при заряде батареи аккумуляторных элементов. Так как при последовательном соединении электрический заряд, протекший через каждый элемент, одинаков, это ведёт к перезаряду менее ёмких элементов и недозаряду более ёмких. Ёмкость даже однотипных элементов немного разнится из-за неизбежного технологического разброса и может стать существенно разной после многократных циклов заряда/разряда. Поэтому современные батареи аккумуляторов обычно снабжаются электронными схемами оптимизации заряда.
Примером аккумуляторной батареи с последовательным соединением аккумуляторных элементов является любой автомобильный аккумулятор, содержащий 6 или 12 элементов.

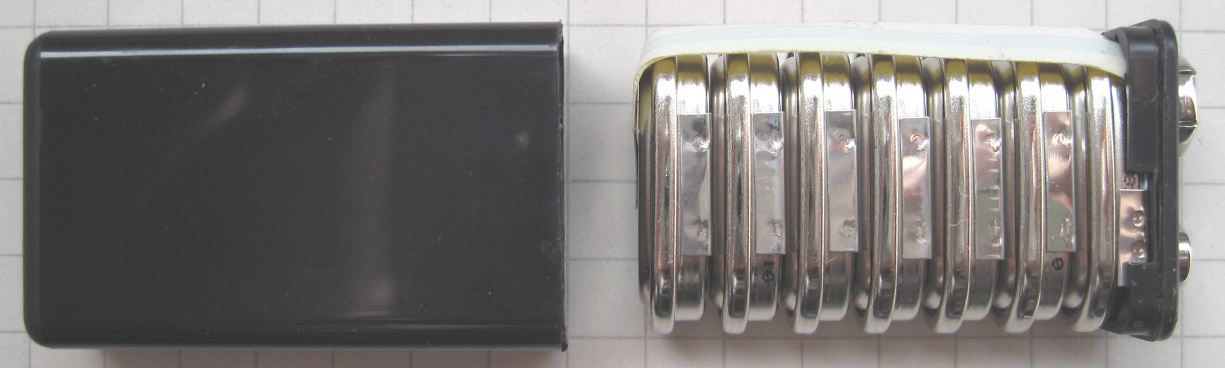
8,4-вольтовая Ni-MH батарея типоразмера 7HR22 («Крона») из 7 последовательно соединённых миниатюрных Ni-MH аккумуляторов по 1,2 В
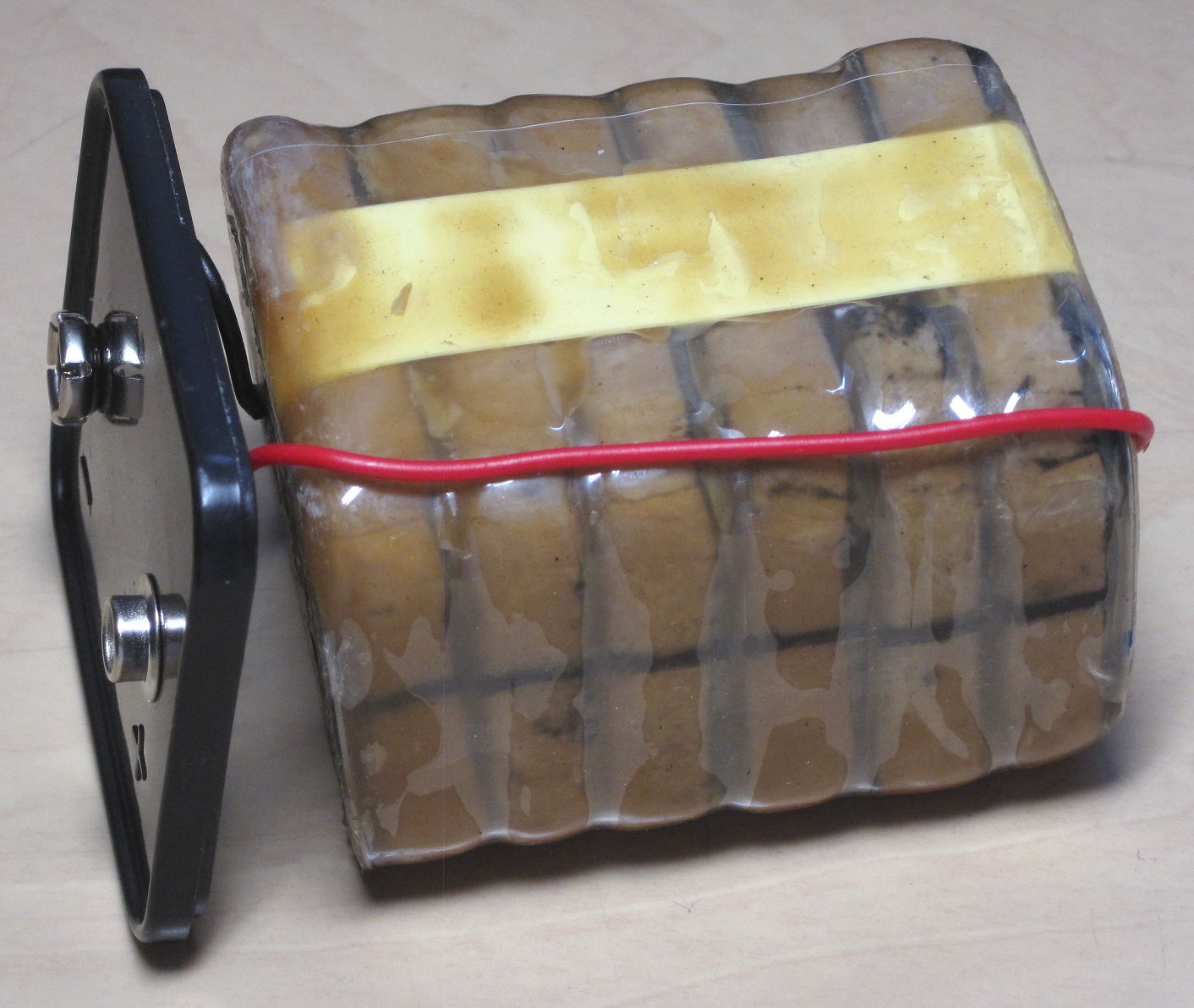
9-вольтовая щелочная батарея типоразмера 6F100 из 6 последовательно соединённых плоских элементов по 1,5 В
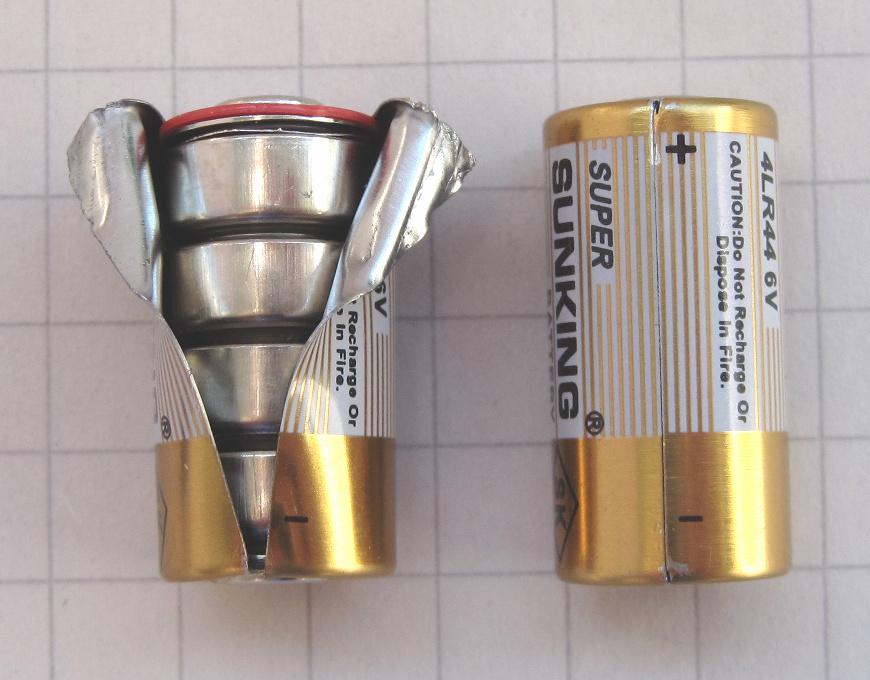
6-вольтовая щелочная батарея типоразмера 4LR44 из 4 последовательно соединённых миниатюрных гальванических элементов LR44 по 1,5 В
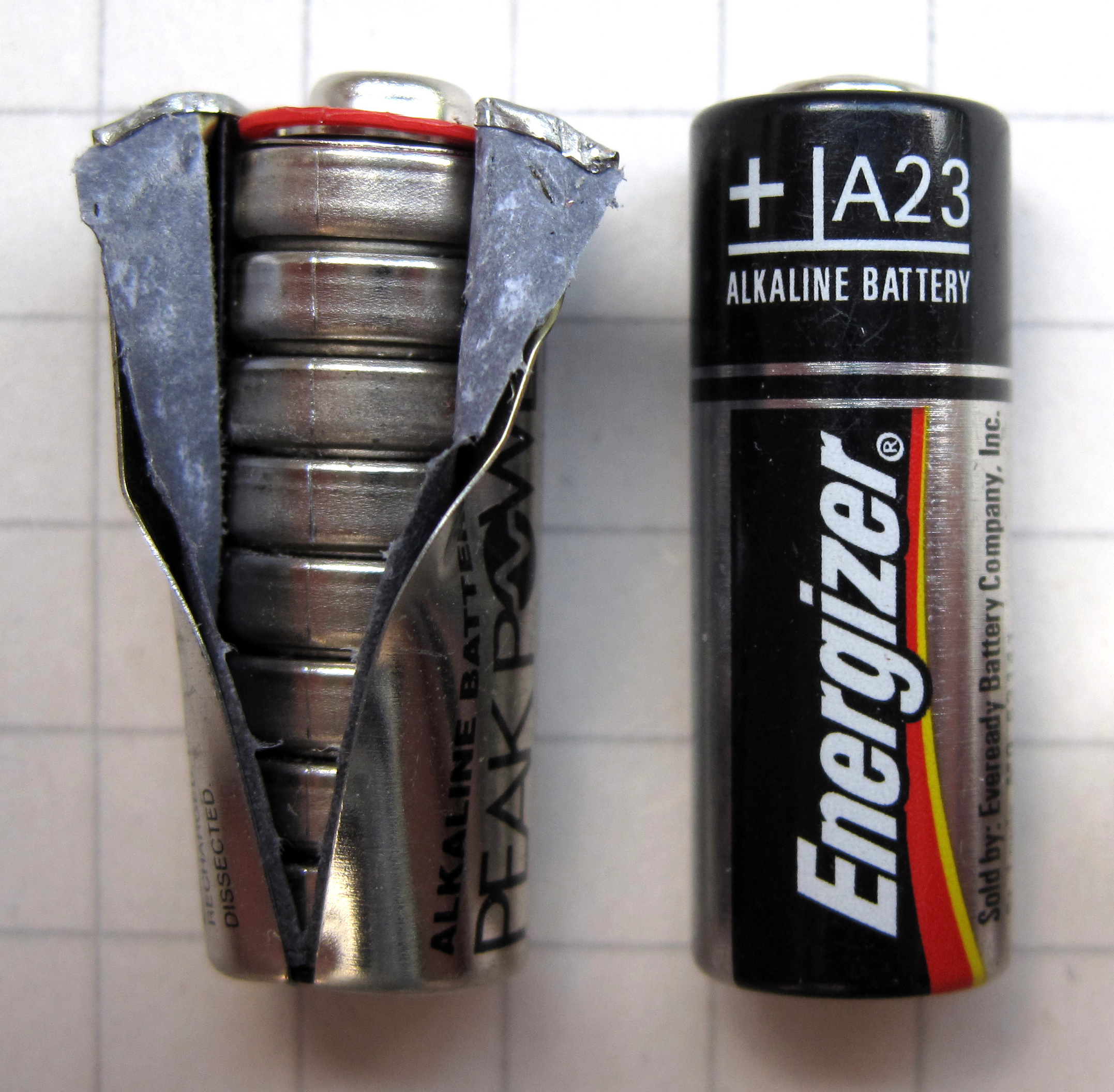
12-вольтовая щелочная батарея типоразмера А23 из 8 последовательно соединённых миниатюрных гальванических элементов LR932 по 1,5 В
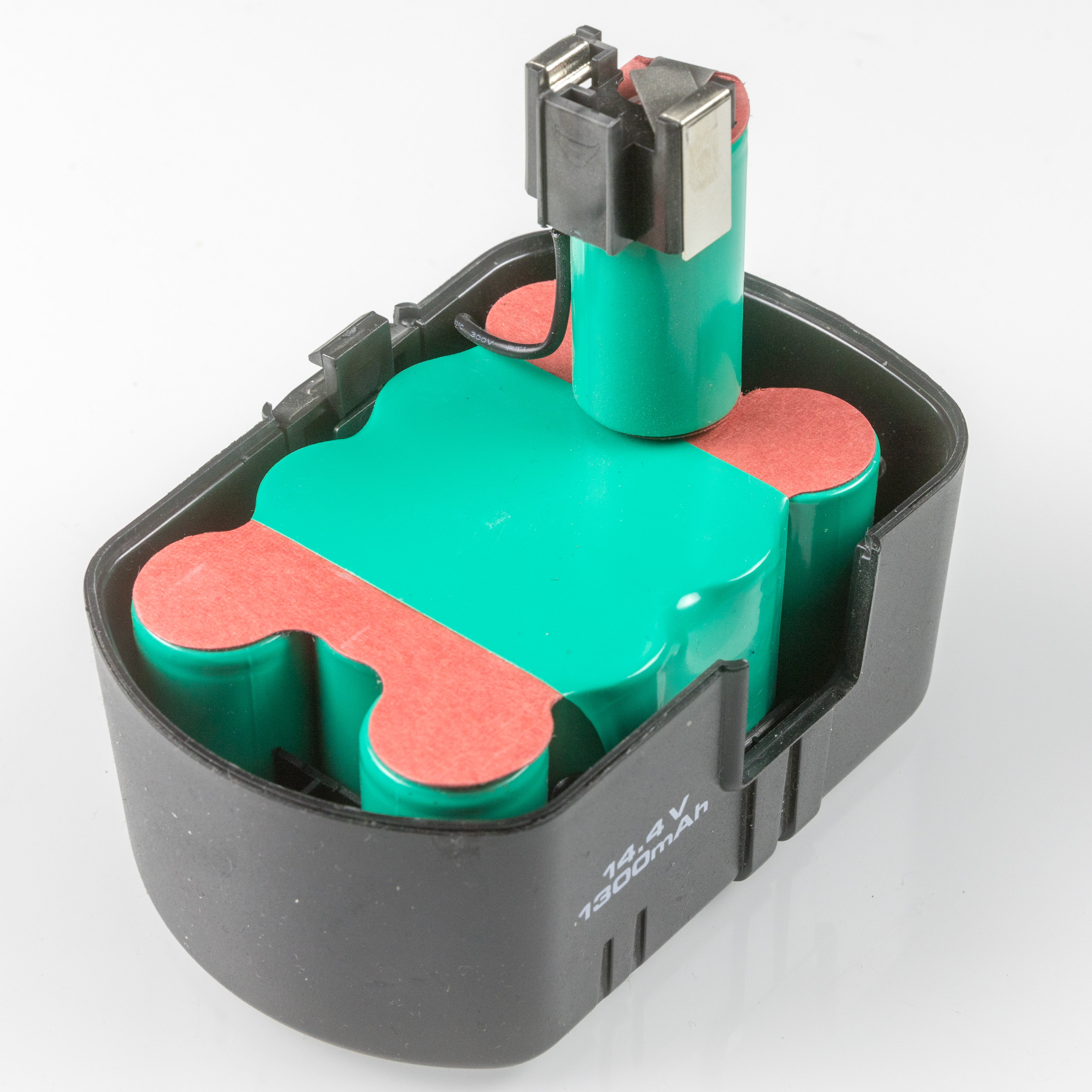
14,4-вольтовая аккумуляторная батарея шуруповёрта из 12 цилиндрических последовательно соединённых Ni-Cd аккумуляторов по 1,2 В
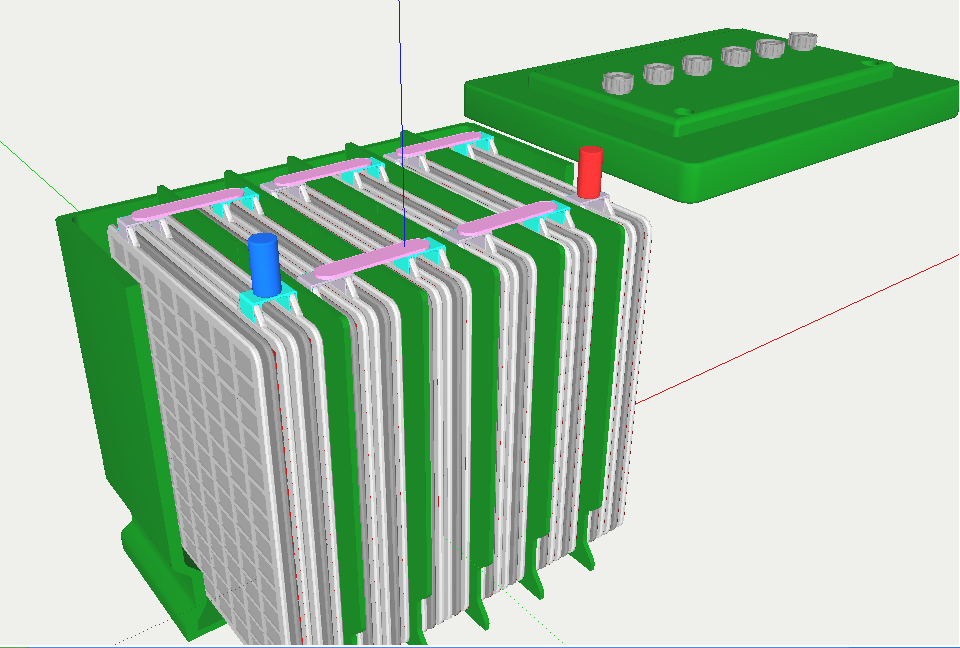
Устройство 12-вольтовой автомобильной батареи из 6 последовательно соединённых свинцово-кислотных аккумуляторов по 2 В

### Параллельное соединение

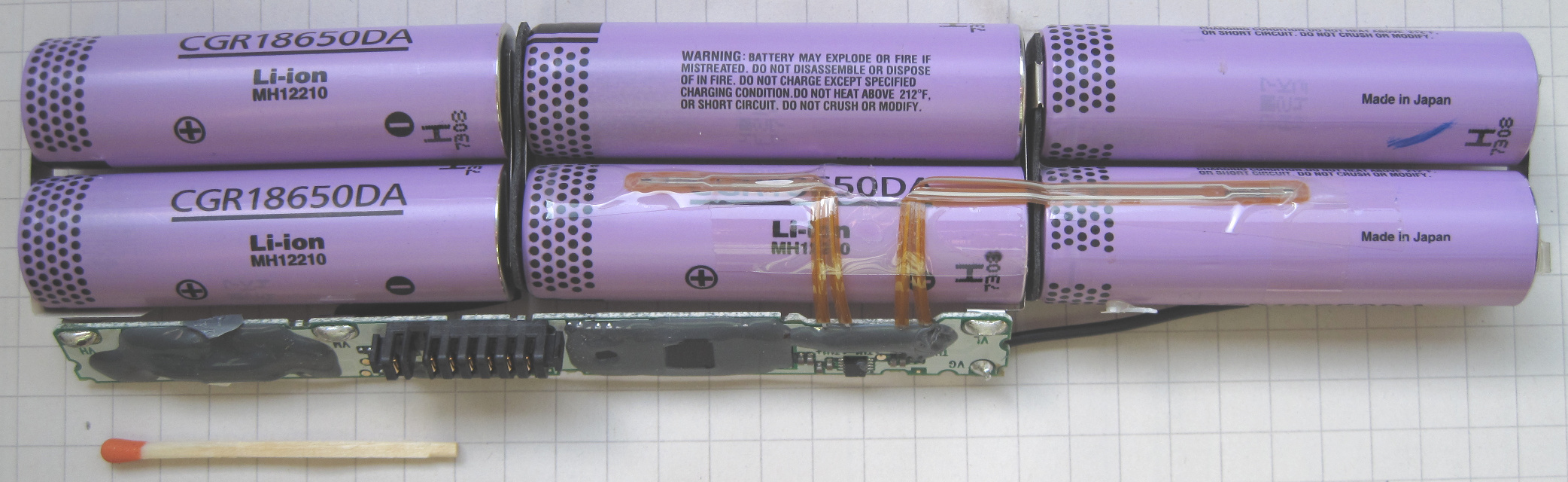
Устройство аккумуляторной батареи ноутбука, 10,8 В (3 параллельно соединённые пары Li-ion аккумуляторов типоразмера 18650 по 3,6 В соединены между собой последовательно)

Параллельное соединение электрохимических элементов в батарею увеличивает общую ёмкость батареи, повышает предельный отдаваемый ток и снижает её внутреннее сопротивление.
Параллельное соединение имеет ряд недостатков. При неравенстве ЭДС параллельно соединённых элементов между элементами начинают протекать уравнительные токи, при этом элементы с большей ЭДС отдают ток элементам с меньшей ЭДС. В аккумуляторных батареях такое перетекание токов не очень существенно, так как элементы с большей ЭДС, разряжаясь, подзаряжают элементы с меньшей ЭДС. В неаккумуляторных батареях протекание уравнительных токов ведёт к снижению ёмкости батареи. Кроме того, при параллельном соединении элементов усложняется режим зарядки аккумуляторной батареи, так как обычно требует раздельной зарядки каждого из элементов и коммутации элементов при зарядке, что усложняет внутреннюю или внешнюю электронную схему управления зарядкой. Поэтому параллельное соединение аккумуляторных элементов применяется редко, предпочтительно применяют элементы большей ёмкости.

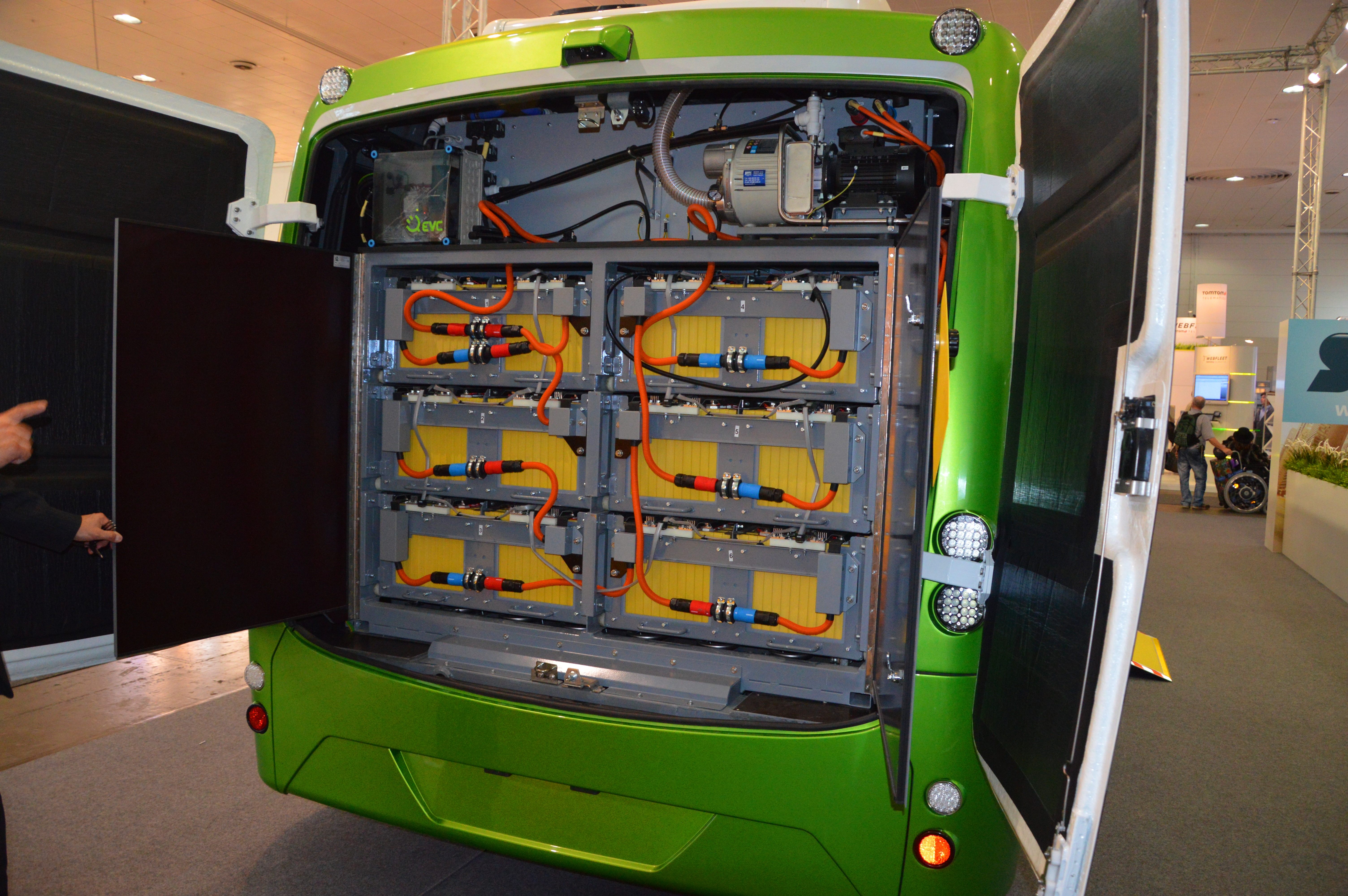
Аккумуляторные батареи электробуса
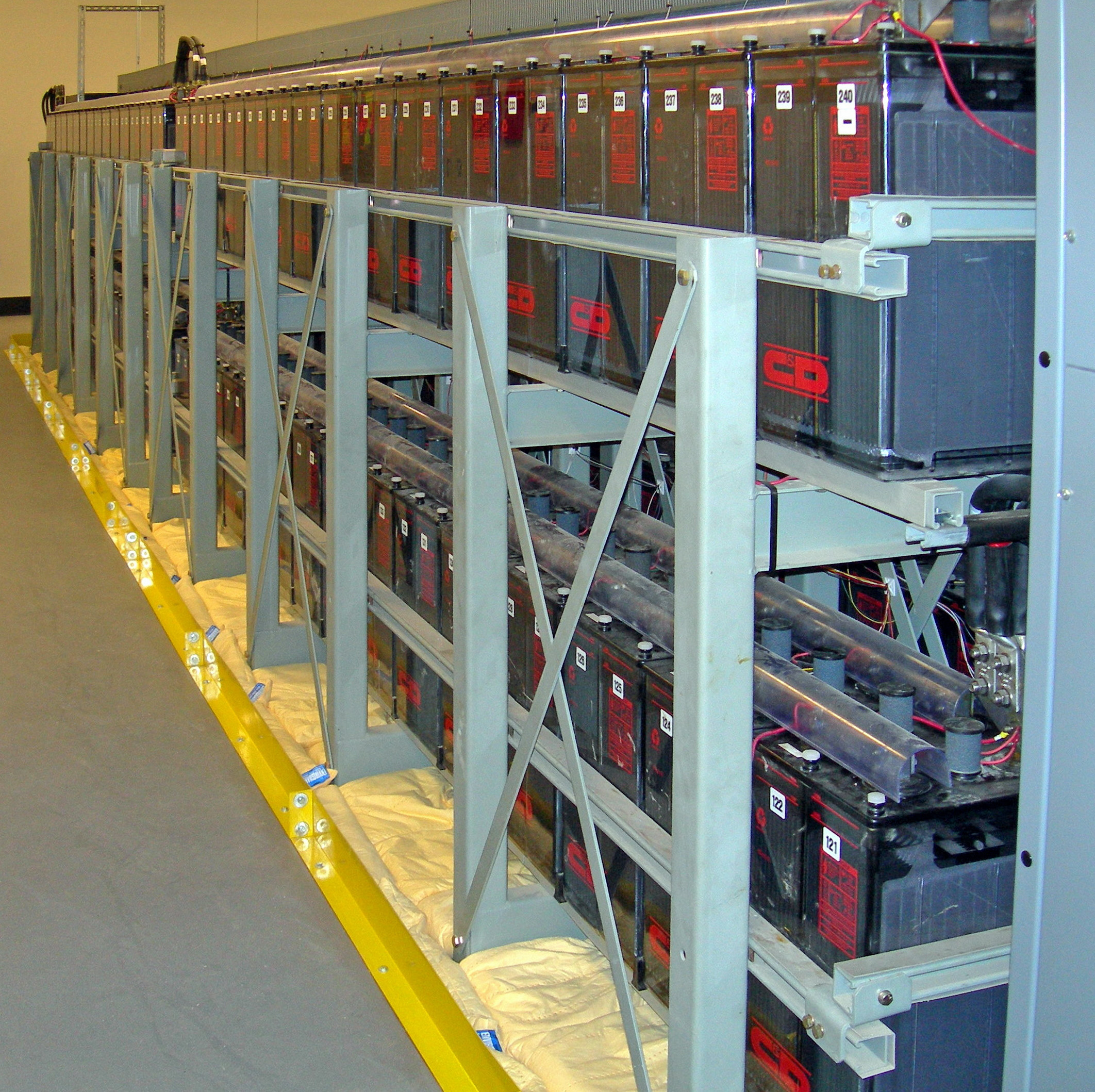
Аккумуляторные батареи резервного источника питания дата-центра

## Основные типоразмеры

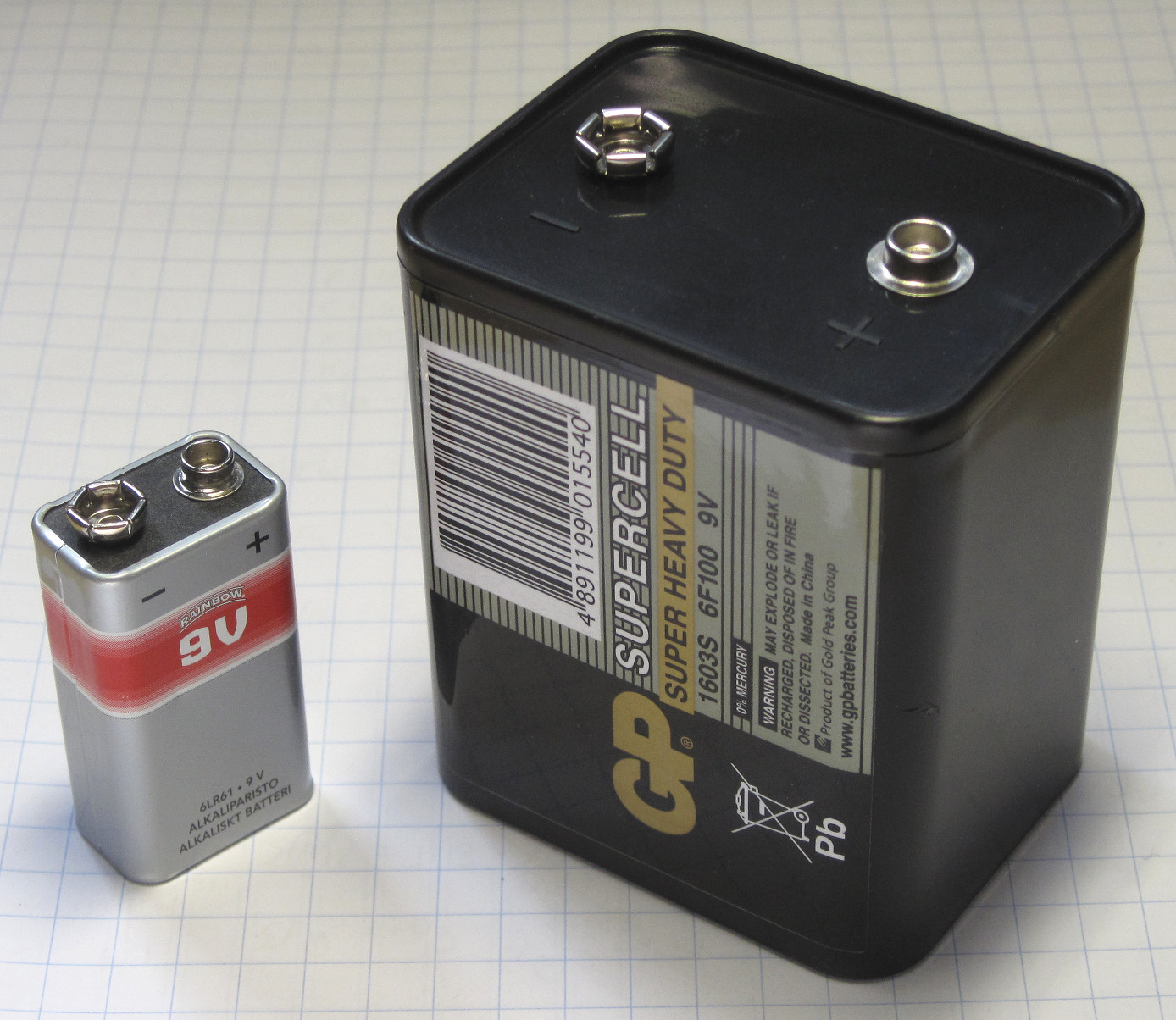
Батареи: слева — 6LR61 (типа «Крона»), справа — 6F100

Наиболее распространённые размеры батарей элементов питания:
| Номенклатура IEC JIS | Советское | Форма          | Размеры (д×ш(⌀)×т), мм | Напряжение, В | Обиход. название |
| 6LR61 / 6F22         | Крона     | Параллелепипед | 48,5 × 26,5 × 17,5     | 9             | «крона»          |
| 3R12                 | 3336      | Параллелепипед | 67 × 62 × 22           | 4,5           | «плоская»        |
| А23 (8LR932)         | —         | Цилиндр        | 28,9 × 10,3            | 12            |                  |
| А27 (8LR732)         | —         | Цилиндр        | 28,2 × 8               | 12            |                  |
| 2R10                 | —         | Цилиндр        | 74,6 × 21,8            | 3             |                  |
| 2CR5                 | —         | Параллелепипед | 45 × 34 × 17           | 6             |                  |
| 4LR44                | —         | Цилиндр        | 25 × 12                | 6             |                  |
| 4LR61                | —         | Параллелепипед | 48,5 × 35,6 × 9,18     | 6             |                  |
| 4R25                 | —         | Параллелепипед | 115 × 68,2 × 68,2      | 6             |                  |
| 6F100                | —         | Параллелепипед | 80 × 64,5 × 51         | 9             |                  |
| 15F20                | —         | Параллелепипед | 51 × 26,2 × 16         | 22,5          |                  |
| -------------------- | --------- | -------------- | ---------------------- | ------------- | ---------------- |

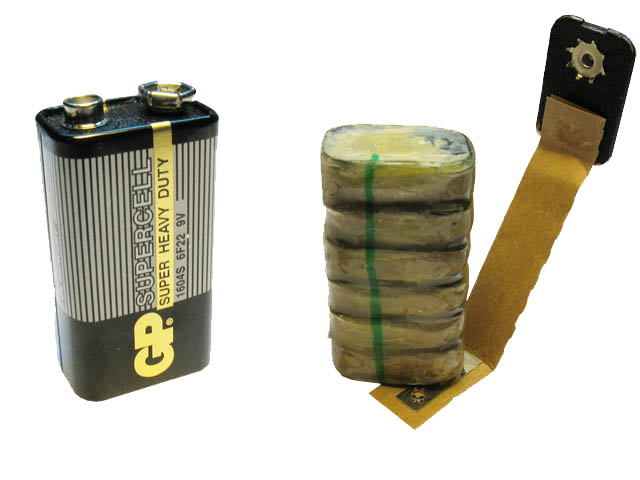
Батарея 6F22 состоит из 6 плоских элементов питания F22 по 1,5 В
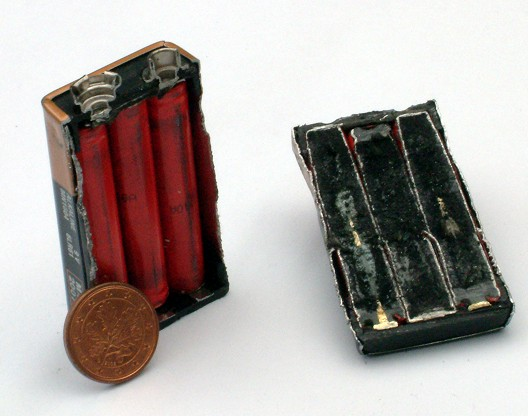
Батарея 6LR61 состоит из 6 цилиндрических элементов питания LR61 по 1,5 В
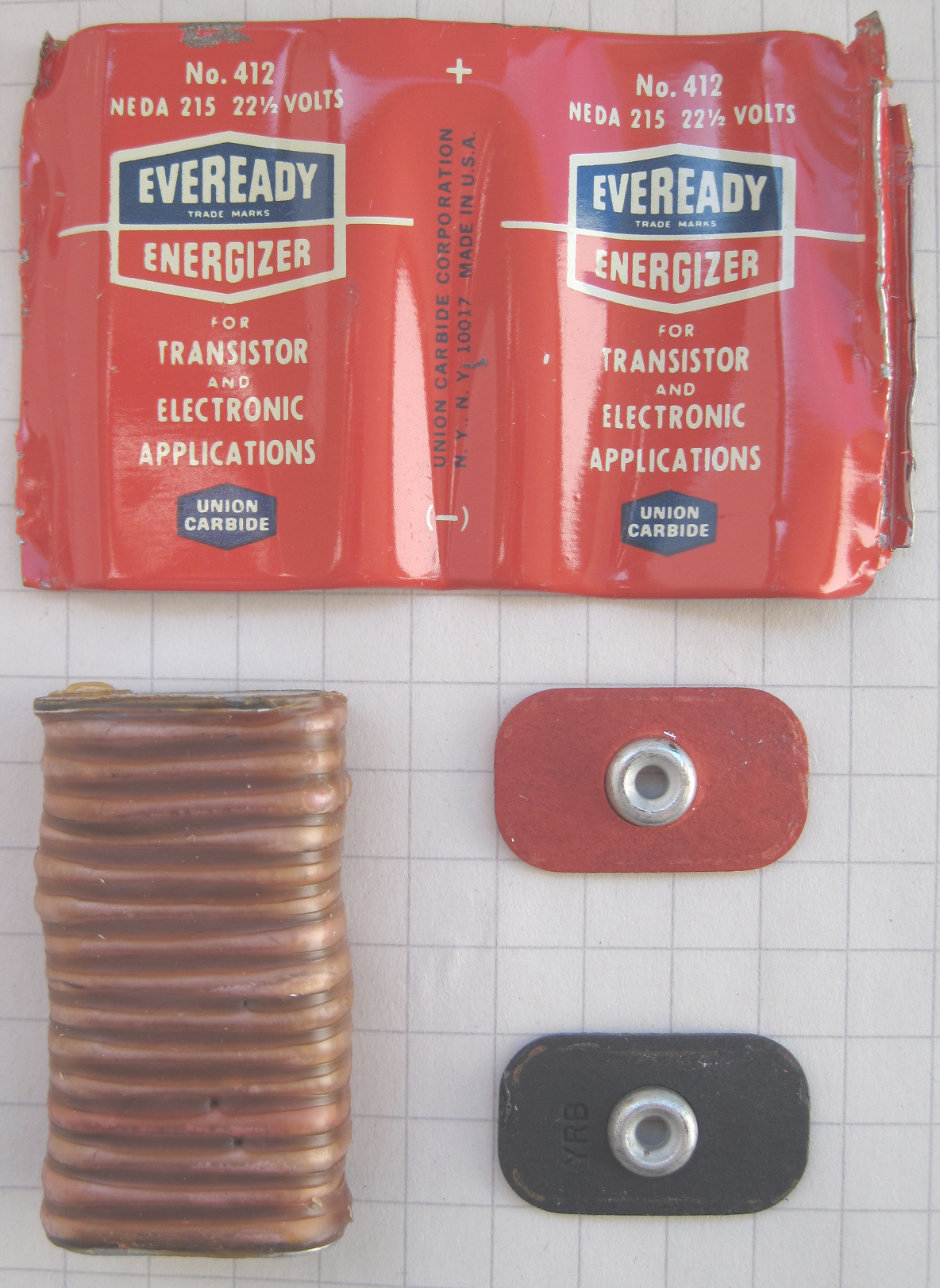
Батарея 15F20 состоит из 15 элементов питания F20 по 1,5 В
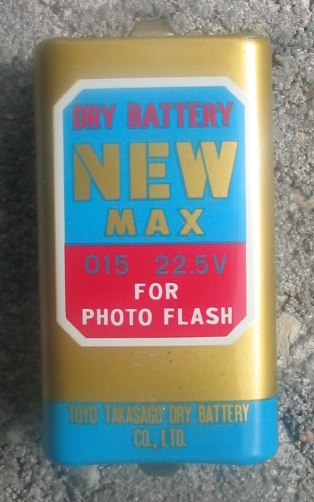
Батарея 15F20 имеет внешнее и конструктивное сходство с 6F22, но отличается размерами, напряжением, расположением контактов на противоположных торцах
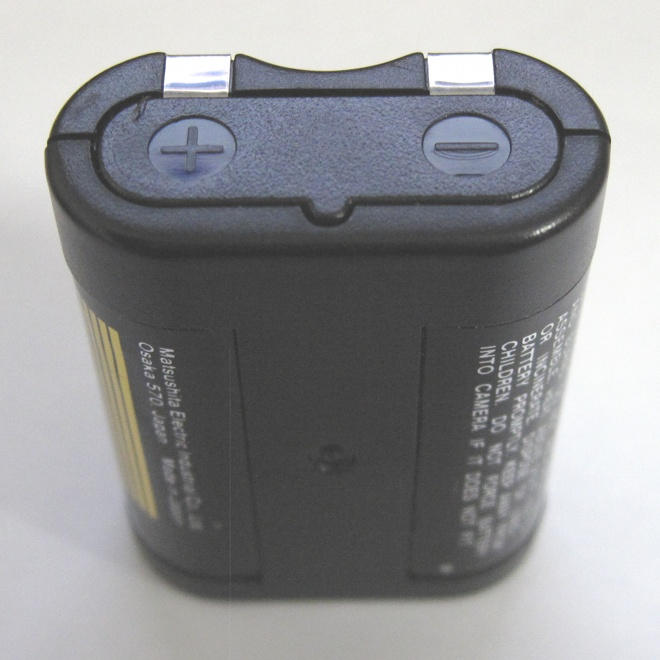
2CR5
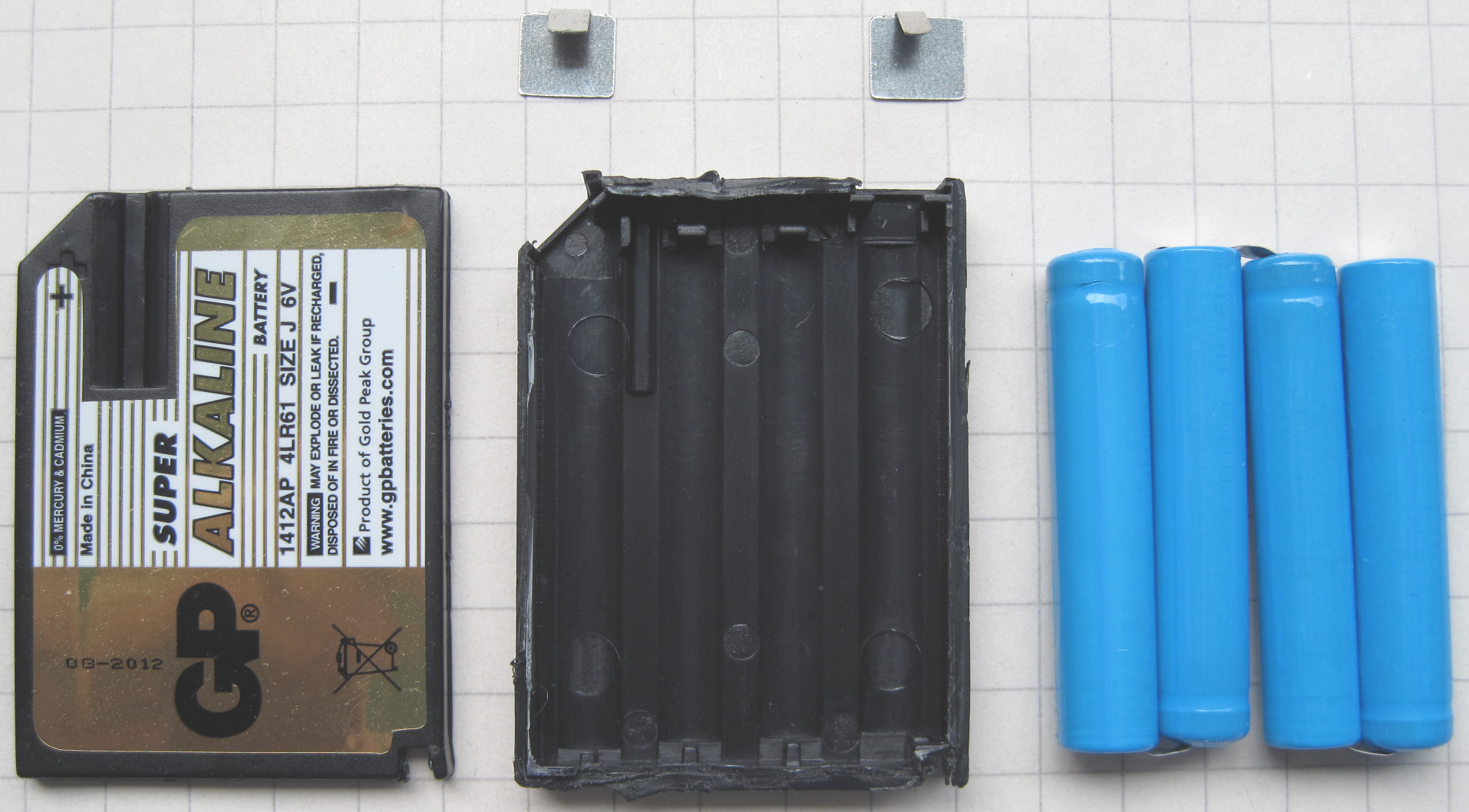
Батарея 4LR61 состоит из 4 цилиндрических элементов питания LR61 по 1,5 В
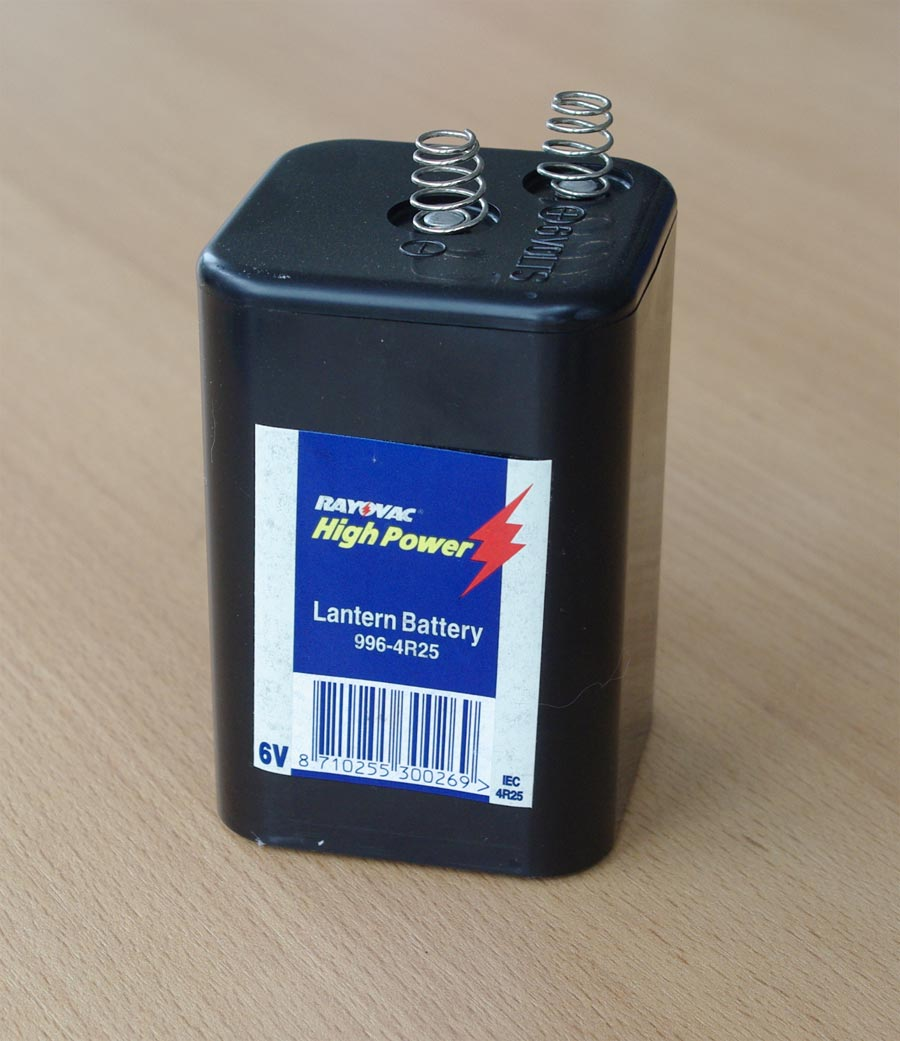
Батарея 4R25

## Классификация по типу электролита (упрощённая)
| Тип                                               | Достоинства | Недостатки |
| ------------------------------------------------- | --- | --- |
| Сухие («солевые», угольно-цинковые)               | Самый дешёвый, массово производится | Наименьшая ёмкость; спадающая кривая разряда; плох в работе с мощными нагрузками (большим током); плох при низких температурах |
| Heavy Duty («мощный» сухой элемент, хлорид цинка) | Дешевле, чем щелочной. Лучше при высоком токе и низких температурах | Низкая ёмкость. Спадающая кривая разряда                                                                                       |
| Щелочные («Alcaline», щёлочно-марганцевые)        | Средняя стоимость. Лучше предыдущих при большом токе и низких температурах. При разряде сохраняет низкое значение полного сопротивления. Массово выпускается | Спадающая кривая разряда |
| Ртутные                                           | Постоянство напряжения, высокая энергоёмкость и энергоплотность | Высокая цена. Из-за вредности ртути уже почти не производятся                                                                  |
| Серебряные                                        | Высокая ёмкость. Пологая кривая разряда. Хорош при высоких и низких температурах. Превосходная длительность хранения | Дорогой |
| Литиевые                                          | Наивысшая ёмкость на единицу массы. Пологая кривая разряда. Превосходен при низких и высоких температурах. Чрезвычайно длительное время хранения. Высокое напряжение на элемент (3,5—4,2 В у аккумуляторных батарей; 1,5 или 3,0 В у батарей литиевых элементов). Лёгкий | Дорогой |

## Классификация по типу химической реакции
| Тип       | Описание | Достоинства                                   | Недостатки                                    |
| --------- | --- | --------------------------------------------- | --------------------------------------------- |
| Первичные | Гальванические элементы. Реакции, происходящие в них, необратимы, поэтому их нельзя перезарядить. Обычно именно их и называют словом «батарейка». Попытка зарядить первичный элемент питания может привести к порче и утечке щёлочи или других веществ, находящихся в нём. Самые популярные                                                                                              | Выше ёмкость и/или дешевле. Меньше саморазряд | Одноразовость применения                      |
| Вторичные | Аккумуляторы. В отличие от первичных, реакции в них обратимы, поэтому они способны преобразовывать электрическую энергию в химическую, накапливая её (заряд), и выполнять обратное преобразование, отдавая электрическую энергию потребителю (разряд). Для распространённых аккумуляторов число циклов заряд-разряд обычно равно примерно 1000 и заметно зависит от условий эксплуатации | Многократность применения, перезаряжаемые     | Ниже ёмкость и/или дороже. Сильнее саморазряд |

## Утилизация и переработка
Солевые и щелочные батарейки (цинк-марганцевые элементы питания) используются в быту буквально повсюду — в пультах ДУ, в беспроводных мышках и клавиатурах, в будильниках и т. д.
Их утилизация и дальнейшая переработка важна не только с точки зрения экологии (валяясь на свалке, они могут сами по себе загореться, а это приведет к выбросу в атмосферу токсичных веществ — диоксинов), но и для получения ценного сырья (марганца (который, например, в России не производят в металлическом виде) и цинка ).
Сейчас (2020-е) в РФ накапливается около миллиарда таких батареек, но перерабатывается не более 3 %.
В странах Европы в магазинах (супермаркетах) повсеместно стоят контейнеры для сбора потенциально токсичных отходов (батареек, КЛЛ-ламп и тп.).

## В Юникоде
Символ батарейки в Юникоде — 🔋. Также есть символ разряженной батарейки — 🪫.